# Martin Cooper
Martin Cooper (ur. 26 grudnia 1928 w Chicago) – amerykański naukowiec, uważany za ojca telefonów komórkowych (niezależnie od telefonów samochodowych). Cooper był dyrektorem pionu Motoroli odpowiedzialnego za badania i rozwój.

## Pierwszy telefon komórkowy
Cooper był autorem zarejestrowanego 17 października 1973 patentu numer 3906166 nazwanego „systemem telefonii radiowej”. Jest uważany za twórcę mobilnego telefonu oraz za osobę, która wykonała pierwsze na świecie połączenie telefoniczne z użyciem przenośnego telefonu. Miało to miejsce 3 kwietnia 1973, a adresatem był Joel S. Engel, rywal Coopera, pracujący w Bell Labs jako szef działu badawczego.
Cooper ujawnił później, że do stworzenia wynalazku zainspirowało go oglądanie rozmawiającego przez swój komunikator Kapitana Kirka z serialu science-fiction Star Trek.

## Prawo Coopera
Cooper stwierdził, że zdolność do nadawania różnych komunikatów radiowych jednocześnie i w tym samym miejscu rosła w tym samym tempie od czasu pierwszych transmisji Guglielmo Marconiego w 1895 roku. Doprowadziło to Coopera do sformułowania prawa wydajności widmowej, zwanego  prawem Coopera. Prawo to mówi, że maksymalna liczba rozmów głosowych lub równoważnych transakcji danych, które można przeprowadzić w całym użytecznym widmie radiowym na danym obszarze, podwaja się co 30 miesięcy.

## Odznaczenia
- National Medal of Technology and Innovation – 2025[5]